# Amphibolit

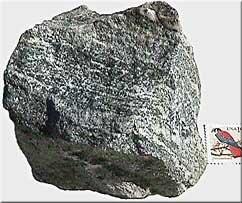
Amphibolit

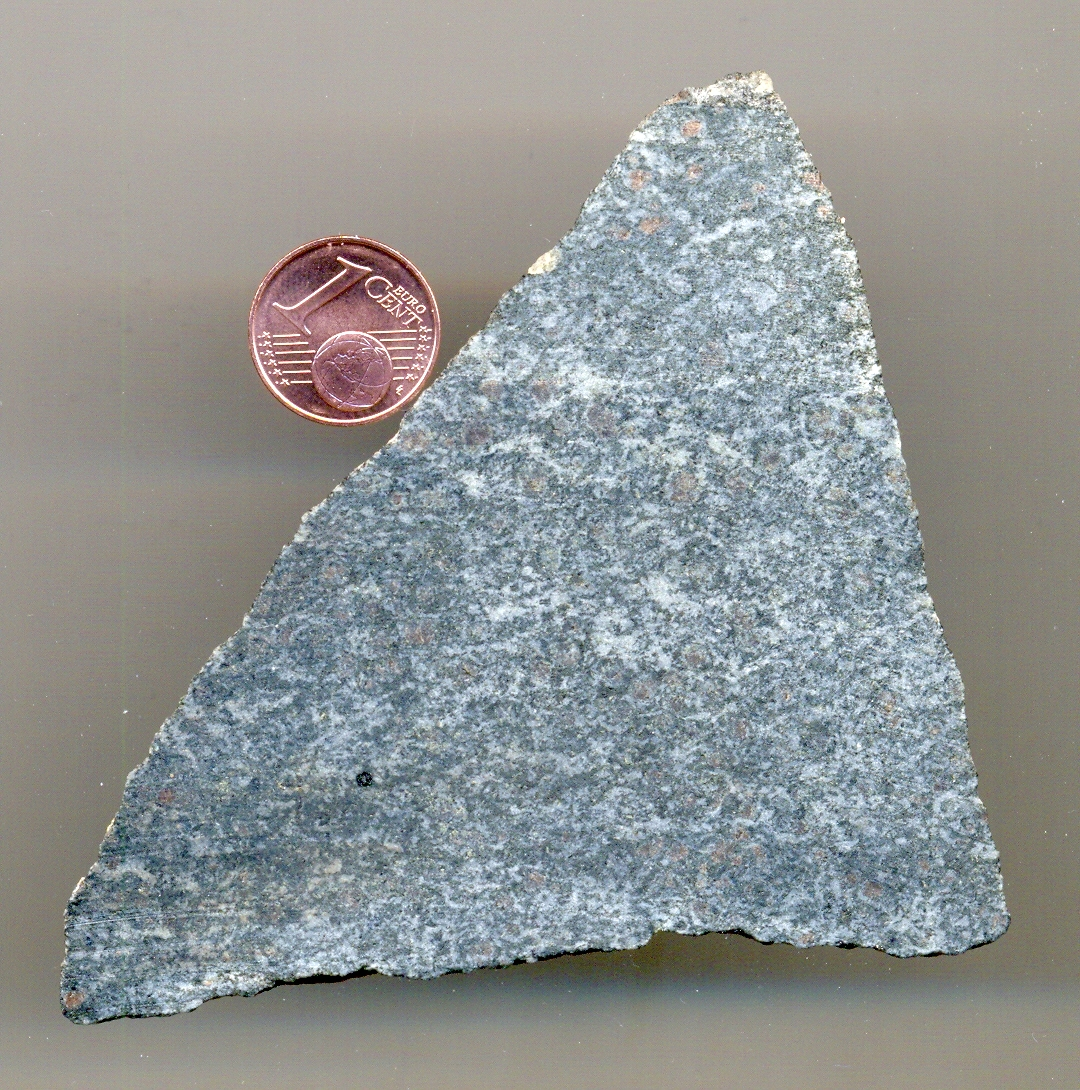
Amphibolit chứa granat ở Val di Fleres, Ý

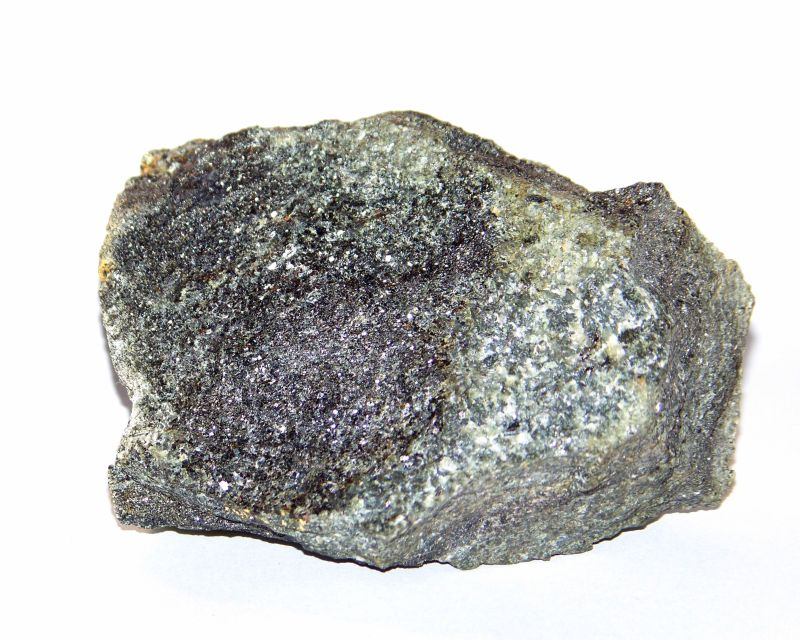
Amphibolit ở Ba Lan

Amphibolit là một loại đá biến chất có thành phần chủ yếu là amphibol, đặc biệt là các loại hornblend và actinolit. Đá mácma xâm nhập kết tinh hoàn toàn có thành phần chủ yếu là amphibol hornblend được gọi là hornblendit. Các đá có hơn 90% amphibol, có nền là feldspar có thể gọi là lamprophyr.
Amphibolit có màu tối và nặng, có tính phân phiến yếu hoặc kiến trúc phân phiến. Các phiến mỏng màu đen và trắng trong đá thường có dạng muối tiêu.

## Tướng amphibolit
Amphibolit được hình thành trong những điều kiện nhiệt độ và áp xuất nhất định được gọi là tướng amphibolit. Tuy nhiên, cần phải thận trọng trong việc vẽ ra loại đá biến chất chỉ dựa vào amphibolit.